# Donkosakker
Donkosakker (ukrainsk: Донські козаки, tr. donski kozaky, (russisk: донские казаки, tr. donskije kazaki)) er kosakker, som bosatte sig langs floden Dons mellemste og nedre løb. Donkosakkerne er utvivlsomt den største og mest legendariske kosakgruppe, og formodentlig også de mægtigste, især takket være deres indsatser i krige og hvordan de er blevet omtalt i litteratur.
Donkosakkerne opstod som gruppe i begyndelsen af 1500-tallet på landområderne ved floden Don, hvor de endnu i dag har deres tyngdepunkt i millionbyen Rostov ved Don og sin egen hovedstad Novotjerkassk (dansk: ~ Ny Tjerkassk). Deres oprindelige hovedstad var Starotjerkassk (dansk: ~ Gamle Tjerkassk), hvor meget af det gamle donkosakiske fortsat eksisterer, så som kirker og museer.
Omkring år 1800 stillede donkosakkerne 70.000 mand til den kejserlige russiske armés kamp mod Napoleon.
Donkosakkernes modstand mod den bolsjevistiske magtovertagelse i 1917 (oktoberrevolutionen) førte til bitre kampe under den russiske borgerkrig. Kosakkerne kæmpede på de kontrarevolutionære hvide styrkers side. Efter deres nederlag udstedte Jakov Sverdlov et dekret den 24. januar 1919 om deportation og henrettelse af de kontrarevolutionære støtter blandt doskosakkerne. Dekretet medførte deportation eller henrettelse af 300.000 til 500.000 donkosakker.
Der findes i dag omkring 156.000 Donkosakker.

## Kendte donkosakker
- Mikhail Sjolokhov – vinder af Nobels litteraturpris
- Aleksandr Solzjenitsyn – vinder af Nobels litteraturpris
- Stenka Rasin – leder af kosakoprøret 1670-71
- Jermak Timofeevitj – udforsker af Sibirien
- Jemeljan Pugatsjov – leder for kosakoprøret 1773-74